# York (Pennsylvania)
Die City York in Pennsylvania ist der County Seat von York County. Sie wurde 1741 von Siedlern gegründet und nach der gleichnamigen Stadt York in England benannt. Das U.S. Census Bureau hat bei der Volkszählung 2020 eine Einwohnerzahl von 44.800 ermittelt.
Der Papierhersteller Glatfelter hat seinen Sitz in York.

## Geschichte

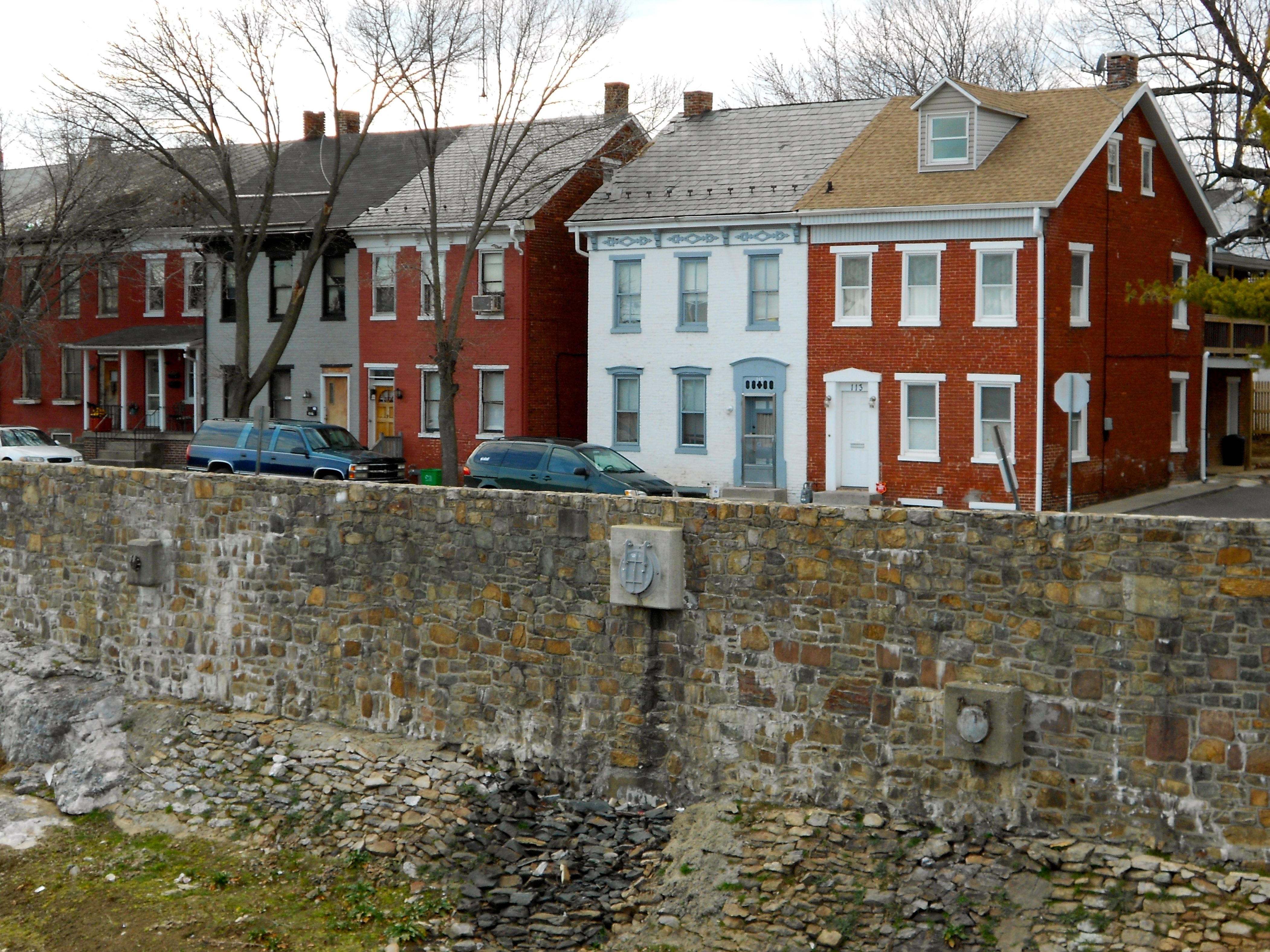
Im Fairmount Historic District (2012)

Das im Jahr 1816 gegründete York Water ist das älteste investoreigene Versorgungsunternehmen der USA. 
In York sind insgesamt 17 Bauwerke und Stätten im National Register of Historic Places eingetragen (Stand 2. März 2020), darunter der Fairmount Historic District und die Golden Plough Tavern.

## Städtepartnerschaften

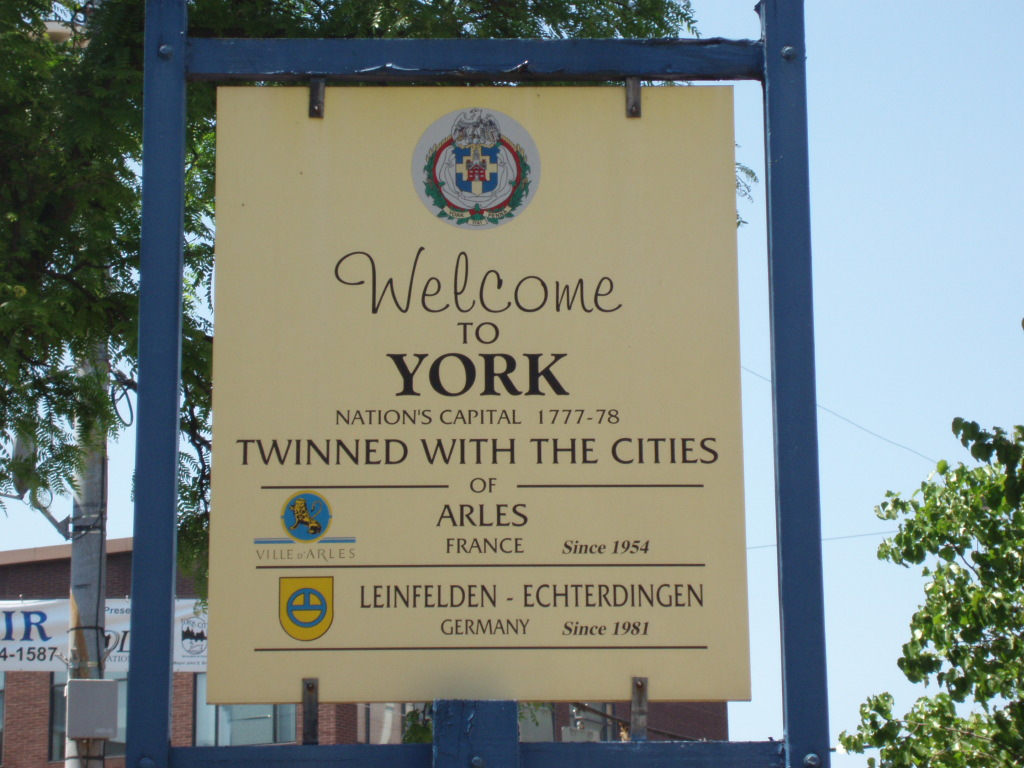
Willkommensschild der Partnerstädte

York ist offizielle Partnerstadt von:
- – Arles, Frankreich – seit 1954
- – Leinfelden-Echterdingen, Deutschland – seit 1981

## Söhne und Töchter der Stadt
- Jacob Hostetter (1754–1831), Politiker, Vertreter von Pennsylvania im US-Repräsentantenhaus
- Jacob Spangler (1767–1843), Politiker, Vertreter von Pennsylvania im US-Repräsentantenhaus
- John Rowan (1773–1843), Politiker, Vertreter von Kentucky im US-Kongress
- John Sloane (1779–1856), Politiker, Vertreter von Ohio im US-Repräsentantenhaus
- Charles Augustus Barnitz (1780–1850), Politiker, Vertreter von Pennsylvania im US-Repräsentantenhaus
- Adam King (1783–1835), Politiker, Vertreter von Pennsylvania im US-Repräsentantenhaus
- Daniel Sheffer (1783–1880), Arzt und Politiker, Vertreter von Pennsylvania im US-Repräsentantenhaus
- James McPherson Russell (1786–1870), Politiker, Vertreter von Pennsylvania im US-Repräsentantenhaus
- Henry Nes (1799–1850), Politiker, Vertreter von Pennsylvania im US-Repräsentantenhaus
- John Hull Campbell (1800–1868), Politiker, Vertreter von Pennsylvania im US-Repräsentantenhaus
- William Henry Kurtz (1804–1868), Politiker, Vertreter von Pennsylvania im US-Repräsentantenhaus
- William Buel Franklin (1823–1903), General des Unionsheeres im Sezessionskrieg
- Johnson Kelly Duncan (1827–1862), Brigadegeneral der Konföderierten im Sezessionskrieg
- Chauncey Forward Black (1839–1904), Politiker, Vizegouverneur von Pennsylvania
- Edgar Fahs Smith (1854–1928), Chemiker und Chemiehistoriker
- Daniel F. Lafean (1861–1922), Politiker, Vertreter von Pennsylvania im US-Repräsentantenhaus
- Edward Schroeder Brooks (1867–1957), Politiker, Vertreter von Pennsylvania im US-Repräsentantenhaus
- Samuel S. Lewis (1874–1959), Politiker, Vizegouverneur von Pennsylvania
- Ralph Busser (1875– nach 1939), US-Generalkonsul
- Luther P. Eisenhart (1876–1965), Mathematiker
- William I. Sirovich (1882–1939), Arzt und Politiker, Vertreter von New York im US-Repräsentantenhaus
- Jacob L. Devers (1887–1979), General im Zweiten Weltkrieg
- James A. Long (1898–1971), Theosoph und Präsident der Theosophischen Gesellschaft Pasadena
- James F. Lind (1900–1975), Politiker, Vertreter von Pennsylvania im US-Repräsentantenhaus
- George Stibitz (1904–1995), einer der Väter des modernen digitalen Computers
- Julius H. Comroe (1911–1984), Physiologe
- Ernest Thomas Gilliard (1912–1965), Ornithologe
- Sheila Darcy (1914–2004), Schauspielerin
- George Michael Leader (1918–2013), Politiker, Gouverneur von Pennsylvania
- John Baer (1923–2006), Schauspieler
- Dominick Argento (1927–2019), Komponist und Hochschullehrer
- Robert Sohl (1928–2001), Schwimmer
- Laurence H. Silberman (1935–2022), Diplomat, Richter und Hochschullehrer
- John Michael Bishop (* 1936), Virologe, Krebsforscher und Mikrobiologe
- Bill March (1937–2022), Gewichtheber
- Frances Lee McCain (* 1944), Schauspielerin
- Tom Wolf (* 1948), Unternehmer und Politiker, Gouverneur von Pennsylvania
- Ken Ludwig (* 1950), Dramatiker und Regisseur
- Suzanne B. McLaren (* 1951), Mammalogin
- John Gilmore (* 1955), Mitbegründer der Bürgerrechtsorganisation Electronic Frontier Foundation
- Jeff Koons (* 1955), Künstler
- Scott Wagner (* 1955), Unternehmer und Politiker, Vertreter von Pennsylvania im US-Senat
- Robert Niess (* 1958), Architekt und Hochschulprofessor
- Scott Strausbaugh (* 1963), Kanute
- Tim Warfield (* 1965), Jazzmusiker
- Craig Sheffer (* 1960), Schauspieler
- Todd Russell Platts (* 1962), Politiker, Vertreter von Pennsylvania im US-Repräsentantenhaus
- Tina Kotek (* 1966), Politikerin, Gouverneurin von Oregon
- Martie Maguire (* 1969), Musikerin, Gründungsmitglied der Country-Band The Chicks
- Rebecca Wisocky (* 1971), Schauspielerin
- Ed Kowalczyk (* 1971), US-amerikanischer Sänger der Band Live
- Celiangeli Morales (* 1985), puerto-ricanische Sprinterin
- Alex Shinsky (* 1993), Fußballspieler
- Hali Flickinger (* 1994), Schwimmerin

### Geburtsjahr unbekannt
- Charlie Glackin (* 20. Jahrhundert), Schauspieler